# László Rajk (architecte)
Ne doit pas être confondu avec László Rajk (homme politique).
László Rajk. né le 26 janvier 1949 à Budapest et mort dans la même ville le 11 septembre 2019, est un architecte décorateur et un homme politique hongrois, dissident pendant la période communiste, puis après la chute du communisme, membre du parti libéral (SZDSZ) et député.

## Biographie

### Enfance
László Rajk nait à Budapest où son père, László Rajk, est ministre du gouvernement hongrois. Il est âgé d'à peine de quatre mois lorsque son père est arrêté, victime de rivalités entre communistes qui avaient pris le pouvoir en Hongrie au lendemain de la Seconde guerre mondiale. Après un procès en octobre 1949, son père est condamné à mort et pendu, tandis que sa mère, Julia Rajk, est emprisonnée. Il est placé dans un orphelinat et est renommé István Kovács. Ce n'est qu'en 1954 que Julia Rajk est libérée et qu'elle parvient, avec difficultés, à retrouver son fils âgé alors de cinq ans. Elle reçoit un nouveau nom. Lorsque la Hongrie connaît un dégel politique en 1956, Julia Rajk obtient la réhabilitation de László Rajk et peut reprendre son nom marital. Le 6 octobre 1956, László Rajk assiste aux funérailles et à la réinhumation de son père, à laquelle assistent plus de 300 000 Hongrois. Ces funérailles tournent à la manifestation politique, prélude à l’insurrection de Budapest qui éclate quelques jours plus tard, et qui est écrasée dans le sang par les troupes soviétiques.

### Politique
Parallèlement à sa carrière d'architecte et de décorateur, László Rajk rentre dans la dissidence hongroise dans les années 70. Il met à disposition son appartement pour l'impression de livres interdits. Le mouvement de dissidence s'organise pour se transformer en un parti politique, l'Alliance des démocrates libres (SZDSZ) d'inspiration libérale. Lors de premières élections libres en 1990, László Rajk est élu député. Mais il démissionne six ans plus tard lorsque son parti est atteint par une affaire de corruption. Son parti participe toutefois deux fois à un gouvernement de centre gauche, avant d’être battu aux élections de 2010. Le retour au pouvoir de Viktor Orbán marque alors pour László Rajk la fin de sa carrière politique et provoque une baisse drastique de ses commandes en tant qu'architecte.

## Architecture

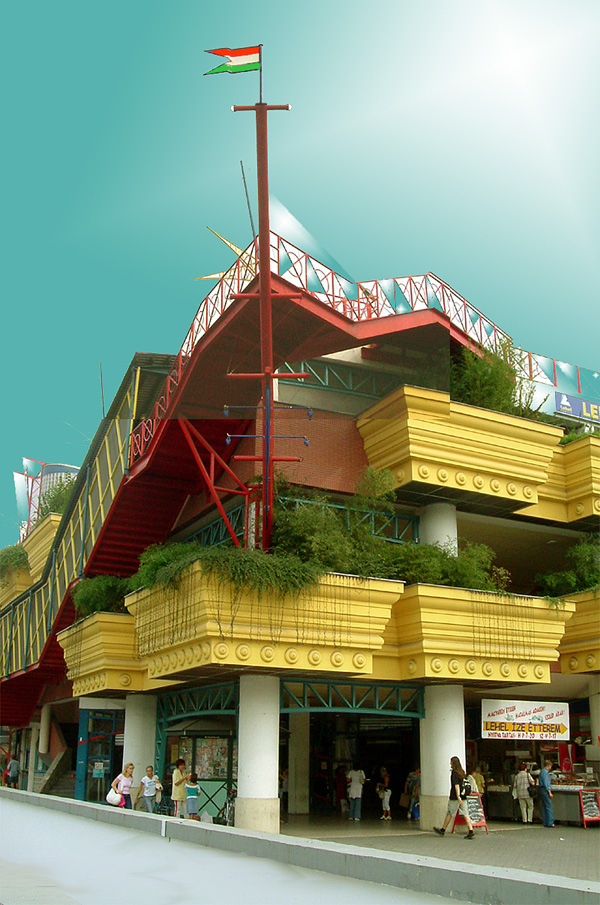
Lehel Csarnok à Budapest en 2002.

## Distinctions
- 1999 : chevalier de l'ordre du Mérite
- 2005 : commandeur de l'ordre du Mérite hongrois
- 2006 : commandeur de l'ordre du Mérite de la République de Pologne
- 2009 : 
  - prix Kossuth
  - Húsz éves a Köztársaság Díj